# Scytodes monticola
Espèce
Scytodes monticola est une espèce d'araignées aranéomorphes de la famille des Scytodidae.

## Distribution
Cette espèce est endémique du Venezuela.

## Publication originale
- González-Sponga, 2004 : Arácnidos de Venezuela. Seis nuevas especies del género Scytodes (Araneae: Scytoclidae). Boletín de la Sociedad Venezolana de Ciencias Naturales, vol. 46, no 152, p. 97-127.